# Helen Singer Kaplan

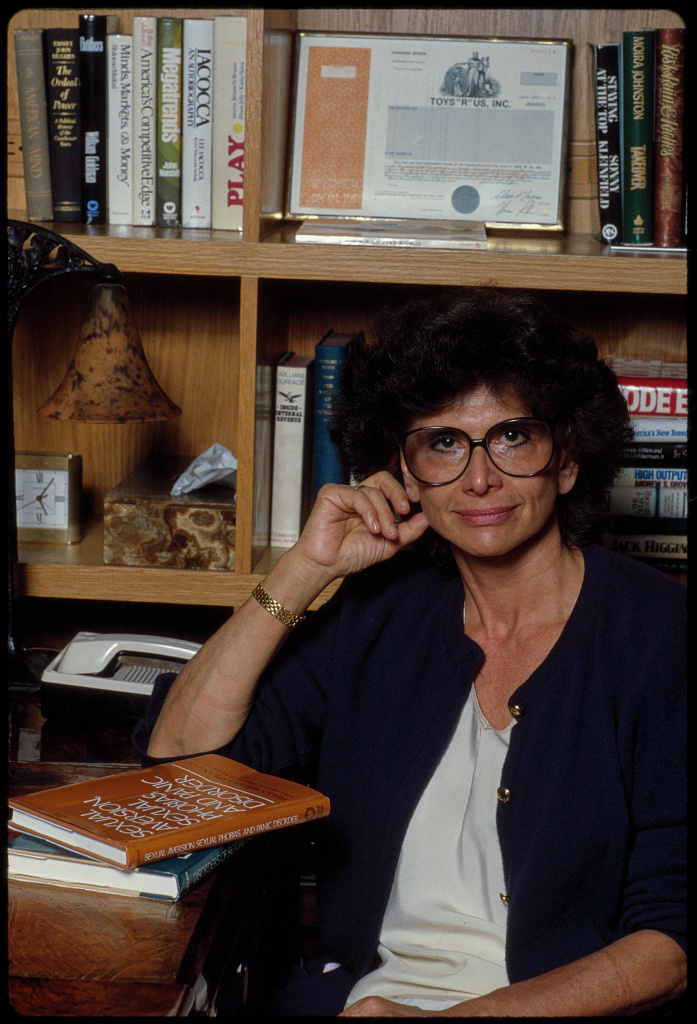
Helen Singer Kaplan

Helen Singer Kaplan (geboren als Helen Singer 6. Februar 1929 in Wien; gestorben 17. August 1995 in New York City) war eine österreichisch-US-amerikanische Sexualtherapeutin und Gründerin der ersten Klinik für Sexualmedizin in den Vereinigten Staaten, die an eine Medical School angeschlossen war.

## Leben
Helen Singer wurde 1929 in Wien geboren. Nach dem Anschluss Österreichs an Deutschland emigrierte sie 1940 in die Vereinigten Staaten, wo sie 1947 die US-amerikanische Staatsbürgerschaft erhielt. Wenige Jahre später, 1951, graduierte sie an der Syracuse University auf Bachelor-Niveau. Danach setzte sie ihr Masterstudium an der Columbia University in Psychologie fort, das sie schon 1952 abschloss, das Doktorat folgte 1955. Sie beschäftigte sich in ihrer Dissertation mit den psychosexuellen Störungen des Menschen. Am New York Medical College machte sie zusätzlich einen Abschluss in Medizin. In den frühen 1970er Jahren belegte sie auch Seminare in der Psychoanalyse.
1964 gründete sie am New York Medical College ein Programm für Medizinerinnen mit Kindern, die ihren Nachwuchs bei medizinischen Notfällen unter professionelle Aufsicht geben konnten. Während der Phase der sexuellen Revolution im Zuge der 68er-Bewegung wurde sie wegen ihrer Rolle und Stellung als Pionierin auf dem Gebiet der Sexualtherapie auch „Sex Queen“ genannt. Singer Kaplan trat dafür ein, dass Menschen ihre Sexualität so weit wie möglich genießen und sie nicht als schmutzig oder moralisch anstößig betrachten sollten.
Die meiste Zeit ihres Lebens war sie Professorin für Psychiatrie am Weill Cornell Medical College und der Payne Whitney Psychiatric Clinic. Sie veröffentlichte über 100 wissenschaftliche Beiträge, darunter zahlreiche Bücher.
Von 1953 bis 1968 war sie mit dem Psychiater Harold Kaplan verheiratet. Sie hatte zwei Söhne und eine Tochter. Im Alter von 66 Jahren starb Kaplan 1995 an den Folgen einer Krebserkrankung. Zu diesem Zeitpunkt war sie mit Charles Lazarus verheiratet, dem Gründer der Spielzeugkette Toys “R” Us.

## Schriften
- Disorders of Sexual Desire. Brunner/Mazel, New York 1979.
- The Illustrated Manual of Sex Therapy. Quadrangle/New York Times, New York 1975.
- The New Sex Therapy. Brunner/Mazel, New York 1974.

deutsche Übersetzungen
- Hemmungen der Lust. Stuttgart 1981.
- Sexualtherapie. Stuttgart 1979.